# Strahlaxiidae
Strahlaxiidae (лат.) — семейство десятиногих ракообразных (Axiidea, Decapoda).

## Описание
Рострум апикально раздвоенный и острый. Первая и вторая пара переопод клешневидные (второй переопод с густым рядом длинных волосков на нижнем крае); третья пара переопод простая; четвёртая пара переопод простая или субклешевидная (тазик уплощён); пятая пара переопод клешневидная или субклешевидная. Линия талассиника отсутствует. Вторые—четвёртые пары переопод и плеомеры с несколькими рядами щетинок.

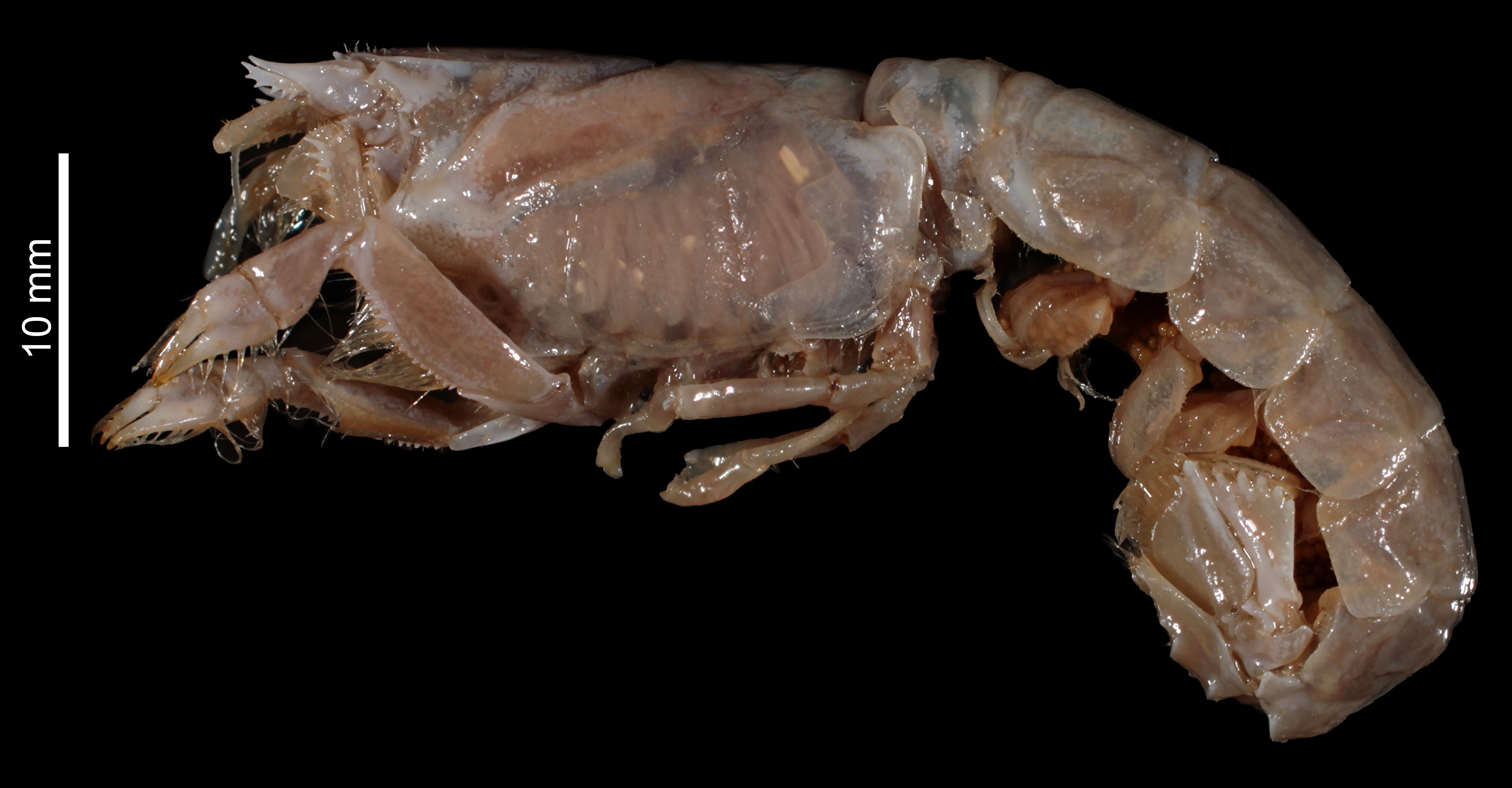
Neaxius acanthus, вид сбоку (шкала: 10 мм)

## Классификация
На май 2024 семейство включает 3 рода. Таксон был впервые выделен в 1994 году в составе тогда существовавшей группы Thalassinidea. Три рода Strahlaxiidae внешне похожи на некоторых представителей семейства Axiidae, куда их традиционно помещали.
- Neaxiopsis K.Sakai & de Saint Laurent, 1989[7]
- Neaxius Borradaile, 1903[8]
- Strahlaxius K.Sakai & de Saint Laurent, 1989[7]